# Cola letestui
Espèce
Classification phylogénétique
Statut de conservation UICN

 VU  : Vulnérable
Cola letestui est une espèce de plantes du genre Cola de la famille des Sterculiaceae.